# 12093 Chrimatthews
12093 Chrimatthews eller 1998 HF99 är en asteroid i huvudbältet som upptäcktes den 21 april 1998 av LINEAR i Socorro County, New Mexico. Den är uppkallad efter Christina Marie Matthews.
Asteroiden har en diameter på ungefär 2 kilometer.